# Vuelo 350 de Japan Airlines
El vuelo 350 de Japan Air Lines era un McDonnell Douglas DC-8-61, con matrícula JA8061, que realizaba un vuelo regular nacional de pasajeros desde Fukuoka, Prefectura de Fukuoka, hasta Tokio, en Japón. El avión se estrelló el 9 de febrero de 1982 durante la aproximación al Aeropuerto de Haneda, en la Bahía de Tokio, lo que resultó en 24 víctimas mortales. El vuelo 350 fue el primer accidente de Japan Air Lines en la década de 1980. La investigación determinó que la causa del accidente fueron las acciones deliberadas del comandante.

## Antecedentes

### Aeronave

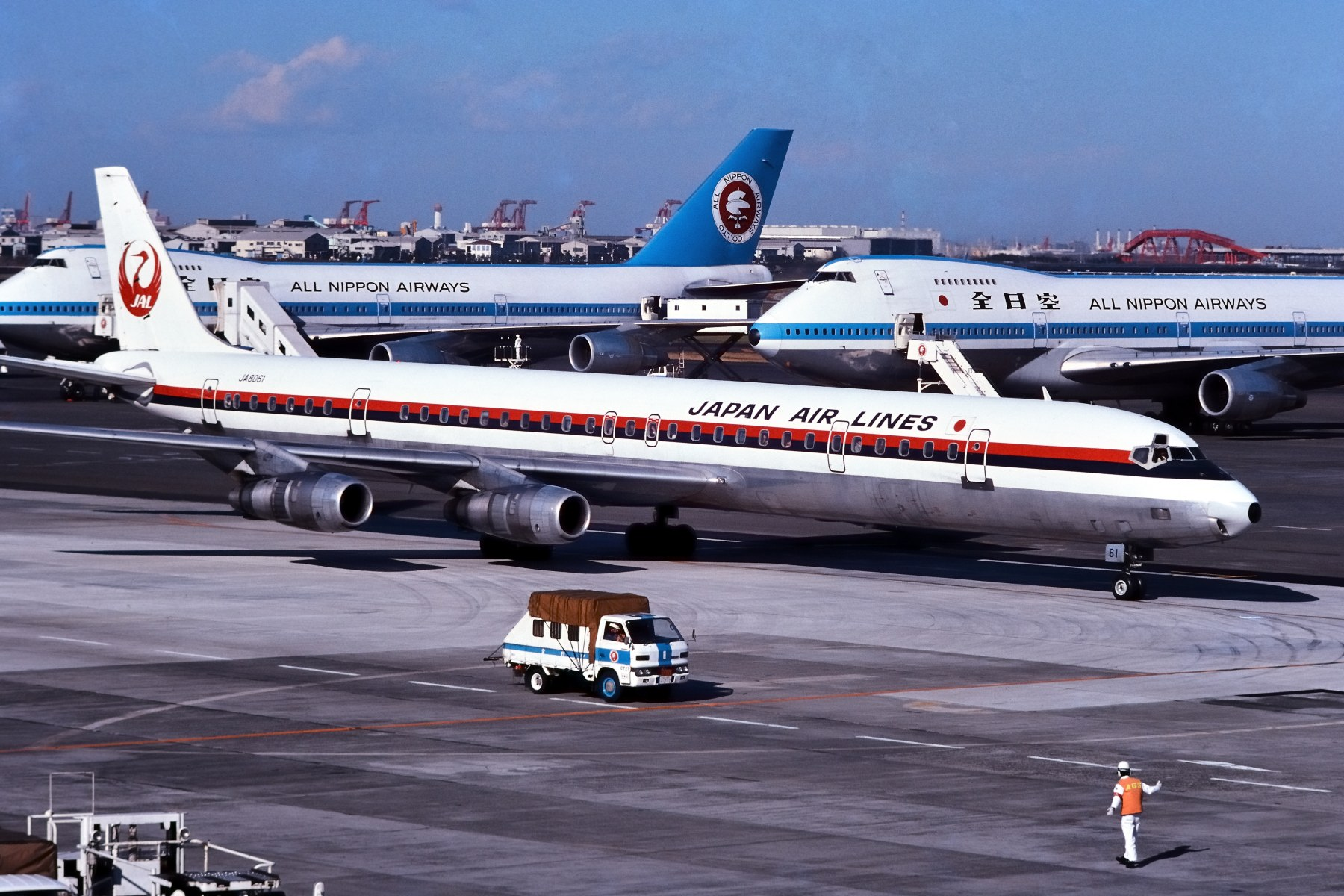
JA8061, la aeronave involucrada en el accidente, vista en noviembre de 1981

La aeronave involucrada era un McDonnell Douglas DC-8-61 con matrícula JA8061. Fue fabricada por McDonnell Douglas en 1967 y, en sus 15 años de servicio, había acumulado 36.955 horas de vuelo. Estaba equipada con cuatro motores Pratt & Whitney JT3D-3B.

### Tripulación
La tripulación estaba compuesta por el capitán Seiji Katagiri (片桐 清二 Katagiri Seiji), de 35 años; el primer oficial Yoshifumi Ishikawa, de 33 años; y el ingeniero de vuelo Yoshimi Ozaki, de 48 años. La causa del accidente se atribuyó a la acción deliberada de Katagiri al estrellar el avión.

## Vuelo

### Despegue y aproximación
A las 07:34, el vuelo 350 despegó de la pista 16 del Aeropuerto de Fukuoka. A las 07:51, ascendió hasta su altitud de crucero de 29 000 pies (8839,2 m) y comenzó el vuelo nivelado. A las 08:19, el controlador aéreo autorizó el descenso hasta 16 000 pies (4876,8 m), y los pilotos iniciaron la maniobra de descenso. El vuelo 350 recibió autorización para realizar una aproximación ILS a la pista 33R del Aeropuerto de Haneda (antigua pista C), y a las 08:39 se desplegó el tren de aterrizaje. Dos minutos después, los flaps fueron extendidos a 50 grados.
A las 08:43:25, el primer oficial hizo el llamado de 500 pies (152,4 m), pero el capitán no respondió. A las 08:43:59, el primer oficial realizó el llamado de 200 pies (61,0 m) y, acto seguido, llamó “mínimos”, lo cual indica que se ha alcanzado la altitud de decisión. Normalmente, en ese punto el capitán debe responder con “landing” o “go-around”, pero en su lugar solo respondió con “check”.

### Accidente

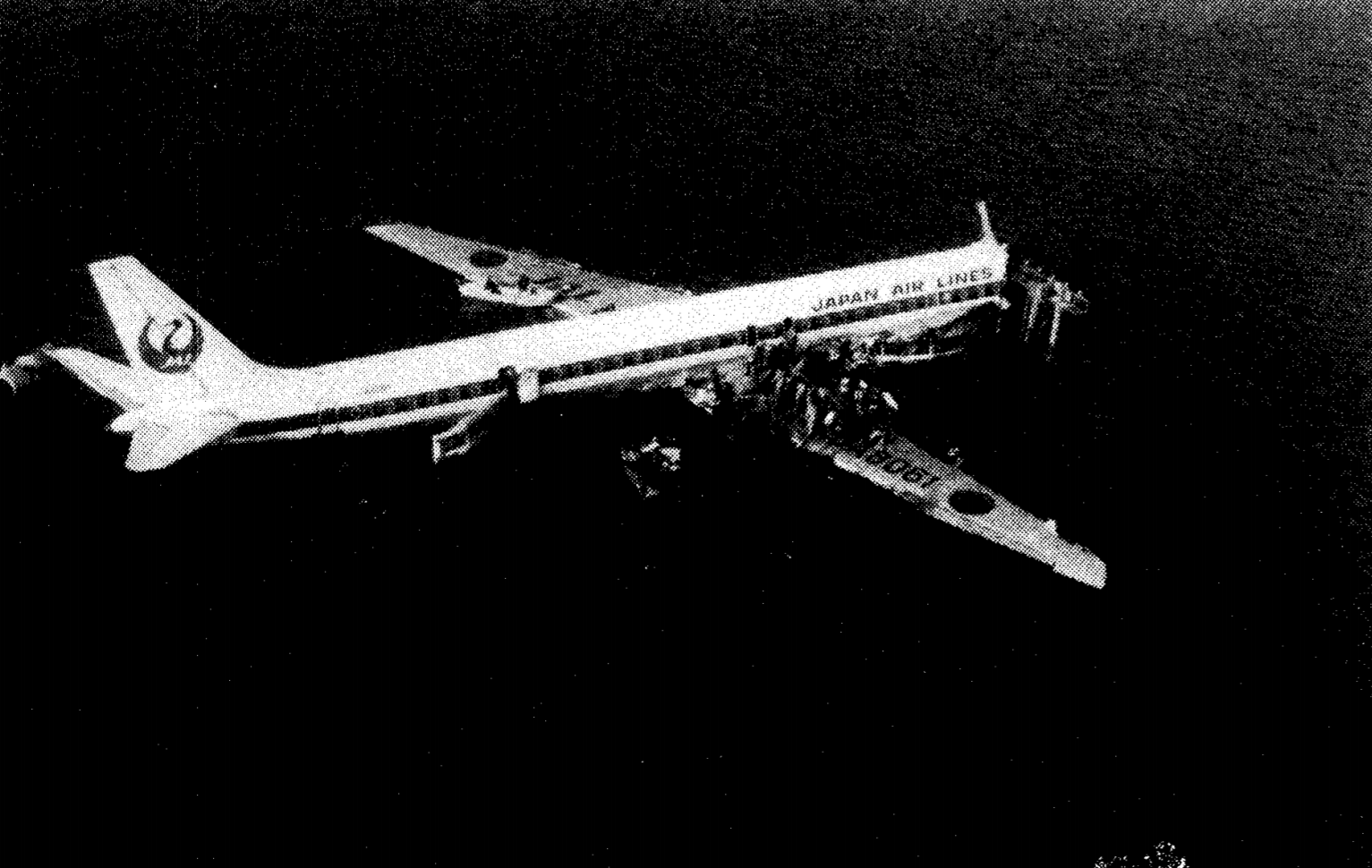
Restos del avión siniestrado

A las 08:44:01, cuando el vuelo 350 se encontraba a una altitud de 164 pies (50,0 m) y volaba a una velocidad de 130 nudos (240,8 km/h), el capitán desconectó el piloto automático. Sin embargo, acto seguido empujó la palanca de control hacia adelante y redujo los aceleradores a posición de ralentí. El ingeniero de vuelo notó que las revoluciones de los motores estaban disminuyendo y gritó “¡Potencia baja!”. Luego, el capitán colocó los aceleradores de los motores 2 y 3 en posición de inversión de empuje. El primer oficial se dio cuenta de que el morro del avión estaba descendiendo de forma anormal y de que el capitán seguía empujando la palanca de control hacia adelante.
El primer oficial tiró de la palanca de control, pero como el capitán aún la mantenía empujada, gritó: “¡Capitán, por favor, deténgase!”. A las 08:44:07, el vuelo 350 se estrelló en la bahía de Tokio (cerca de la desembocadura del río Tama), a 510 metros antes de la pista 33R. En el momento del impacto, la aeronave estaba ligeramente inclinada hacia la derecha, por lo que el ala derecha dañó parte de las luces de aproximación situadas sobre el agua, y el fuselaje quedó detenido con la parte delantera montada sobre la sección del morro.
Después del impacto, el primer oficial gritó al capitán: “¡Capitán, ¿qué ha hecho?!”. Dos auxiliares de vuelo intervinieron para detenerlo, mientras el capitán rompía en llanto. El ingeniero de vuelo había perdido el conocimiento y no fue rescatado sino hasta 40 minutos después. Una auxiliar de vuelo en la parte trasera del avión intentó comunicarse con la cabina, pero debido al impacto esta se había separado del resto del fuselaje, imposibilitando cualquier contacto. Por ello, ordenó a los pasajeros que se colocaran los chalecos salvavidas y les dio instrucciones para la evacuación.
El accidente ocurrió al día siguiente del incendio del Hotel New Japan, y aunque el Departamento de Bomberos de Tokio ya estaba ocupado con esa emergencia, desplegó equipos especiales de rescate, unidades de salvamento acuático y embarcaciones de bomberos para realizar las labores de rescate. Los rescatistas llegaron al lugar del accidente alrededor de las 9:00. Además, pescadores locales de Haneda también participaron en las tareas de rescate.

### Grabación del CVR
A continuación se muestra la transcripción del grabador de voz de cabina (CVR) incluida en el informe final. Las letras en cursiva indican sonidos de alarmas. Las declaraciones en inglés se presentan entre paréntesis junto a su traducción.
| Hora     | Altavoz                                              | Contenido |
| -------- | ---------------------------------------------------- | --- |
| 08:42:37 | Controlador                                          | Japan Air 350, viento 360 a 20 nudos, autorizado a aterrizar, pista 33 derecha (Japan Air 350, wind 360 at 20, Clear to land, runway 33 Right.) |
| 08:42:37 | Primer oficial                                       | Entendido 350, autorizado a aterrizar, pista 33 derecha (Roger 350, clear to land, runway 33 Right.)                                            |
| 08:42:49 | Capitán                                              | Autorizado a aterrizar (Clear to land.) |
| 08:42:49 | Primer oficial                                       | Sí |
| 08:43:25 | Primer oficial                                       | 500 |
| 08:43:50 | Primer oficial                                       | En mínimos de aproximación (Approaching minimums)                                                                                               |
| 08:43:50 | Capitán                                              | Check |
| 08:43:59 | Ingeniero de vuelo                                   | 200 |
| 08:44:00 | Primer oficial                                       | Mínimos |
| 08:44:00 | Capitán                                              | Check |
| 08:44:01 | «Se desconecta el piloto automático»                 | «Se desconecta el piloto automático» |
| 08:44:01 | «Los aceleradores se colocan en posición de ralentí» | «Los aceleradores se colocan en posición de ralentí»                                                                                            |
| 08:44:02 | Ingeniero de vuelo                                   | ¡Potencia baja! (Power low) |
| 08:44:02 | «Los aceleradores se colocan en posición de reversa» | «Los aceleradores se colocan en posición de reversa»                                                                                            |
| 08:44:04 | GPWS                                                 | Glide Slope |
| 08:44:05 | Primer oficial                                       | ¡Capitán! |
| 08:44:05 | GPWS                                                 | Glide Slope |
| 08:44:05 | Primer oficial                                       | ¡Deténgase! |
| 08:44:07 | «Fin de la grabación»                                | «Fin de la grabación» |

### Víctimas
Como consecuencia del accidente, 24 pasajeros perdieron la vida. Otros 95 ocupantes (entre pasajeros y tripulantes) resultaron gravemente heridos, y 54 sufrieron heridas leves. Un número considerable de pasajeros ubicados en la parte delantera de la cabina fueron arrojados al mar. Todos los fallecidos estaban sentados en las primeras 11 filas del avión; 14 murieron por traumatismos craneales y 5 por ahogamiento. Se estimó que los ocupantes del vuelo fueron sometidos a una fuerza de aproximadamente 19 a 23 G durante el impacto.
La aeronave resultó destruida por el accidente. El fuselaje quedó montado sobre la sección de la cabina de mando, aunque la parte trasera del avión no sufrió daños. El ala derecha se separó del fuselaje y los cuatro motores se desprendieron del ala. Además, las luces de aproximación número 14, 15 y 18 de la pista 33R resultaron dañadas en el accidente.

## Investigación

### Análisis de los restos

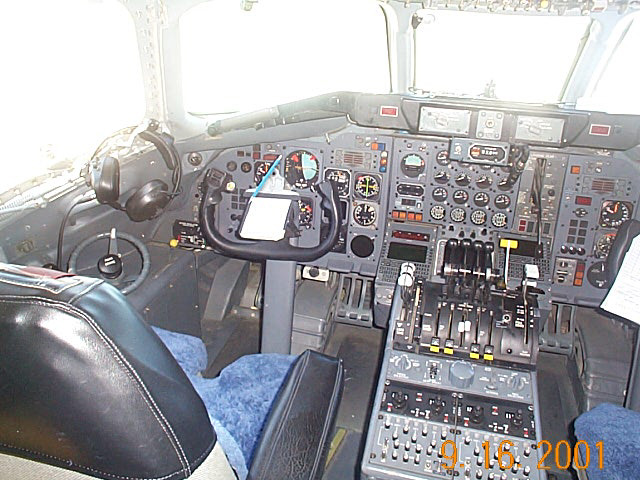
Cabina de un DC-8. Las palancas de reversa se encuentran al frente de los aceleradores, a la derecha en la imagen.

Los aceleradores de la aeronave accidentada estaban en la posición de máxima potencia para los motores 1 al 3, mientras que el motor 4 estaba en posición de ralentí. Además, la palanca de reversa del motor 4 se encontraba en la posición de operación y estaba doblada 90 grados hacia la derecha. Los aerofrenos estaban en posición de armado y los flaps estaban extendidos a 50 grados. Cabe señalar que el interruptor del piloto automático estaba en la posición de apagado.

### Comportamiento anómalo durante el vuelo del día anterior
El capitán había volado el día anterior en el vuelo JAL377 de Haneda a Fukuoka con la misma tripulación del accidente, y en ese vuelo también mostró un comportamiento inusual. En el aeropuerto de Haneda, el controlador le dio instrucciones al vuelo 377 de "ingresar a la pista y esperar". Sin embargo, el capitán respondió: "La autorización del control ya llegó, ¿verdad?" e intentó accionar los aceleradores. Esto fue impedido por el primer oficial y el ingeniero de vuelo. El vuelo 377 despegó de la pista 04 del aeropuerto de Haneda (antigua pista B) a las 20:13 y comenzó un viraje a la derecha. Durante esta maniobra, el capitán realizó una inclinación de casi 70 grados, lo que provocó que el avión se deslizara hacia el interior del giro (slip) y descendiera aproximadamente 800 pies (243,8 m) en 15 segundos. La velocidad indicada aumentó de 252 nudos (466,7 km/h) a 311 nudos (576 km/h). El primer oficial notó que la inclinación era anormalmente pronunciada y tomó el control para corregir la actitud del avión.
Después de corregir la actitud de vuelo, el primer oficial preguntó al capitán: "Capitán, ¿está usted bien?", a lo que este respondió tranquilamente: "Estoy bien". Al aterrizar en el aeropuerto de Fukuoka y desembarcar, el capitán le dijo al primer oficial: "Excelente trabajo".
Aunque hubo quejas de los pasajeros debido a esta maniobra, no se presentó ningún informe por parte del primer oficial, por lo que el incidente fue ignorado. Se considera que una de las razones fue que “dentro de la compañía, el capitán era un directivo, mientras que el primer oficial estaba en evaluación y no se sentía con libertad para reportarlo”.
Durante la revisión interna antes del despegue en el aeropuerto de Fukuoka, el primer oficial comentó al ingeniero de vuelo sobre lo ocurrido la noche anterior: “Si lo hubiéramos dejado, la inclinación habría llegado a los 90 grados”. El ingeniero de vuelo pensó que “debía ser un trastorno temporal del oído interno”, mientras que el primer oficial pensó: “Qué torpe es este capitán”.

### Causa del accidente
Se concluyó que las habilidades de los pilotos, el tiempo de sueño u otros factores similares no estuvieron relacionados con el accidente. El informe determinó que la causa fue que, durante la aproximación final a baja altitud, el capitán empujó la columna de control hacia adelante y activó el sistema de reversa de empuje. Se reconoció que esta serie de acciones del capitán fue producto de una alteración mental. El informe establece que “el capitán padecía esquizofrenia (anteriormente conocida como psicosis maniaco-depresiva) y no se encontraba en condiciones de ejercer funciones como comandante de vuelo”. Además, basándose en las declaraciones del capitán y otras circunstancias, se estimó que su “estado físico y mental se deterioró gravemente” unos 42 segundos antes del impacto.
El DC-8 es un avión a reacción desarrollado a finales de la década de 1950, durante los primeros años de la aviación comercial a reacción. Los spoilers (dispositivos de desaceleración) instalados en esta aeronave son del tipo "spoilers de tierra", que solo pueden ser utilizados tras el aterrizaje. No cuenta con "spoilers de vuelo", por lo que el diseño permite utilizar el sistema de reversa de empuje para desacelerar en vuelo. Sin embargo, solo se permite la reversa en vuelo en los motores internos, es decir, los motores número 2 y 3.

## Secuelas
El comandante fue arrestado acusado de homicidio involuntario por negligencia profesional; sin embargo, tras una evaluación psiquiátrica, fue diagnosticado con esquizofrenia paranoide y se determinó que se encontraba en estado de incapacidad mental, por lo que la Fiscalía del Distrito de Tokio decidió no presentar cargos y fue puesto en libertad. Conforme a la Ley de Higiene Mental (actual Ley de Salud Mental y Bienestar para Personas con Discapacidad Mental), fue ingresado de forma obligatoria en el Hospital Metropolitano Matsuzawa de Tokio. Aproximadamente un año después, fue despedido con recomendación de Japan Airlines.

## Consecuencias

### Críticas
Según el artículo 75 de la Ley de Aviación de Japón,el comandante tiene la obligación de liderar el rescate de los pasajeros en caso de emergencia. Sin embargo, el comandante del vuelo 350 abandonó estas responsabilidades y escapó mezclándose entre los pasajeros. Inicialmente se difundió erróneamente la noticia de que el comandante había fallecido, pero posteriormente se divulgaron imágenes que lo mostraban siendo rescatado en bote antes que nadie, lo que generó duras críticas. Cuando se descubrió que padecía esquizofrenia, la aerolínea Japan Airlines fue duramente cuestionada por haberle permitido volar, siendo acusada de despreciar la seguridad.

### Lecciones aprendidas
Tras el accidente, como medida para prevenir incidentes similares, el 27 de junio de 1984 (año Shōwa 59) se fundó la Fundación para la Investigación en Medicina Aeronáutica (actualmente: Fundación General del Centro de Medicina Aeronáutica), una institución médica dedicada a mejorar la salud de las tripulaciones aéreas.
Después del accidente, se erigió un monumento conmemorativo en memoria de las víctimas en la zona occidental de la actual Terminal 3 del Aeropuerto de Haneda, cerca del embarcadero del aeropuerto, a lo largo de la avenida Kanpachi-dōri.

### Número de vuelo
Desde entonces y hasta 2025, el número de vuelo "350" de Japan Airlines ha sido retirado.

### Impacto en la sociedad de la época
Términos como "inversión de empuje" y "trastorno psicosomático" adquirieron notoriedad en la sociedad japonesa. Además, la frase "¡Capitán, por favor deténgase!" (機長、やめてください!), pronunciada por el copiloto, se convirtió en una frase de moda en aquella época.